# Ж
Ж هو أحد حروف الأبجدية الكريلية، نظيره بالعربية هو الحرف الإضافي ژ (استمع) وهو شبيه بالحرف s بالإنجليزية في بعض المواضع ككلمة "Treasure" والحرف ژ كما في الفارسية «ژانوية».
هو الحرف السابع في البلغارية، والثامن في البيلاروسية، المقدونية، الروسية، و‌الصربية. وهو التاسع في الأوكرانية. يظهر هذا الحرف في معظم اللغات اللاسلافية المكتوبة بالكريلية، وينطق بمخارج مختلفة مثل ج وژ. في الأبجدية الكريلية القديمة، كان الحرف Ж هو الحرف السابع عشر. لم يكن لهذا الحرف أي قيمة عددية.